# 1988년 한국프로야구 포스트시즌
1988년 한국프로야구 포스트시즌은 1988년 10월 8일부터 10월 11일까지 빙그레 이글스와 삼성 라이온즈의 플레이오프 3경기로 치러졌고, 빙그레가 3전 전승을 거두면서 창단 3년 만에 처음으로 한국시리즈 무대를 밟게 됐는데 지방 팀끼리 벌어진 첫 플레이오프 경기였으며 플레이오프 패전 팀이었던 삼성 박영길 감독은 김일융의 일본 복귀, 황규봉의 코치 승격 등 여러 가지 이유 탓인지  투수력이 붕괴되어 전년도 한국시리즈에서 4패로 준우승에 머문 데다 방위병 2루수 김성래가 시즌 막판 무릎 부상, 팀내 잠수함 투수 중 가장 구위가 좋았던 김훈기가 같은 시기 허리 부상으로  1988년 플레이오프에 출전하지 못해  3패로 탈락한 뒤 가진 기자회견에서  성적부진을 선수 탓으로 돌리는 발언을 했고 이 말은  선수들의 집단항명 사태를 불렀으며 결국 박영길 감독은 임기를 1년 남겨두고  도중하차했다.

## 플레이오프

### 1차전
- 10월 8일 - 대전한화생명이글스파크
- 중계: KBS 2TV

| 팀                                                                                      | 1 | 2 | 3 | 4 | 5 | 6 | 7 | 8 | 9 | R | H | E |
| 삼성 라이온즈                                                                           | 0 | 0 | 0 | 0 | 0 | 0 | 0 | 0 | 0 | 0 | 6 | 0 |
| 빙그레 이글스                                                                           | 0 | 0 | 0 | 1 | 0 | 0 | 0 | 2 | X | 3 | 5 | 0 |
| 승리 투수: 한희민 패전 투수: 권영호 홈런: 빙그레 – 이정훈 (8회 솔로), 고원부 (8회 솔로) |   |   |   |   |   |   |   |   |   |   |   |   |

### 2차전
- 10월 9일 - 대전한화생명이글스파크
- 중계: MBC TV

| 팀 | 1 | 2 | 3 | 4 | 5 | 6 | 7 | 8 | 9 | R | H  | E |
| 삼성 라이온즈 | 0 | 0 | 1 | 0 | 0 | 0 | 1 | 1 | 0 | 3 | 10 | 0 |
| 빙그레 이글스 | 2 | 2 | 1 | 0 | 1 | 0 | 2 | 1 | X | 9 | 11 | 1 |
| 승리 투수: 이상군 패전 투수: 김시진 홈런: 삼성 – 구윤 (7회 솔로) 빙그레 – 강정길 (3회 솔로), 장종훈 (5회 솔로), 이강돈 (8회 솔로) |   |   |   |   |   |   |   |   |   |   |    |   |

### 3차전
- 10월 11일 - 대구시민운동장 야구장
- 중계: KBS 2TV

| 팀                                                                   | 1 | 2 | 3 | 4 | 5 | 6 | 7 | 8 | 9 | R | H | E |
| 빙그레 이글스                                                        | 0 | 0 | 0 | 0 | 0 | 0 | 5 | 2 | 0 | 7 | 8 | 0 |
| 삼성 라이온즈                                                        | 0 | 0 | 0 | 0 | 0 | 0 | 0 | 1 | 0 | 1 | 4 | 2 |
| 승리 투수: 김대중 패전 투수: 김성길 홈런: 빙그레 – 장종훈 (8회 투런) |   |   |   |   |   |   |   |   |   |   |   |   |

창단 3년째인 빙그레 이글스가 파죽의 3연승으로 한국시리즈에 올랐다.
빙그레는 대구에서 끝난 플레이오프 3차전에서 삼성을 7대 1로 크게 누르고 대망의 한국시리즈 진출권을 따냈다.
대전에서의 1차전과 2차전을 승리로 이끌어서 사기가 오른 빙그레는 오늘 경기에서도 투수 김대중의 호투를 바탕으로 감격적인 승리를 낚았다.
빙그레의 투수 김대중은 이날 경기에서 삼성 타선을 산발 4안타 1점으로 요리하며 팀 승리에 결정적인 기여를 했다.
삼성과 팽팽한 투수전을 벌이던 빙그레는 7회초 2사 만루에서 대타 송일섭이 삼성 선발 김성길로부터 밀어내기 결승타를 뽑고 계속된 찬스에서 이정훈의 안타와 삼성 내아진의 실책을 보태서 대거 다섯 점을 뽑았다.
반면에 삼성은 1, 2차전과 마찬가지로 이날 경기에서도 이렇다 할 공격을 보여주지 못하고 무기력하게 무너져서 홈구장 팬들을 실망시켰다.

## 한국시리즈
이로써 지난 1986년 7개 구단 가운데 가장 늦게 출범한 빙그레는 3년 만에 한국시리즈에 오르는 쾌거를 이룩했으나, 해태와의 한국시리즈에서 먼저 3연패하고 2연승을 거두는 저력을 과시했음에도 불구하고 2승 4패로 준우승에 그쳤다.

## 같이 보기
- 1988년 대한민국 프로 야구